# Протистояння Борг-Макінрой
Протистояння Борг-Макінрой - протистояння між двом тенісистами - шведом Бйорном Боргом та американцем Джоном Макінроєм. Вони мали абсолютно різні стилі гри та поведінки: Борг був відомий за свою спокійність на корті, а Макінрой завжди мав різкий та вибуховий характер. Їхнє протистояння, яке тривало 14 матчів і закінчилось у нічию 7-7, називають у пресі та тенісній літературі "Вогонь і Лід".
Вони провели один із найвизначніших матчів в історії гри у фіналі Вімблдону 1980. Макінрой тоді вперше вийшов у фінал Вімблдону, а Борг був чотириразовим діючим чемпіоном. На тай-брейку четвертого сету, який тривав 20 хвилин, Макінрой відіграв 5 матчболів (всього 7 за сет) та зрештою виграв його із рахунком 18-16. Втім, у 5 сеті він так і не зміг зробити брейк, і Борг виграв останню партію із рахунком 8-6. Макінрой взяв реванш у фіналі тогорічного US Open, який він виграв у 5 сетах.
У 1981 році Макінрой і Борг знову розіграли фінал Вімблдону. Цього разу переміг американець, зупинивши таким чином рекордну 41-матчеву виграшну серію Борга на цьому турнірі. На US Open того року знову виграв Макінрой у чотирьох сетах. Невдовзі після того Борг завершив кар'єру, так і не вигравши US Open, хоча чотири рази виходив у фінал. 
Остання зустріч між гравцями відбулася на виставковому турнірі у Токіо. Борг переміг 6–4, 2–6, 6–2.

## Статистика

### Борг-Макінрой (7–7)
| Легенда          |
| Великий шолом    |
| Підсумковий      |
| Кубок Девіса     |
| Світовий Тур ATP |

| No. | Рік  | Турнір             | Покриття | Раунд | Переможець | Рахунок                           |
| --- | ---- | ------------------ | -------- | ----- | ---------- | --------------------------------- |
| 1   | 1978 | Стокгольм          | хард     | ПФ    | Макінрой   | 6–3, 6–4                          |
| 2   | 1979 | Річмонд            | килим    | ПФ    | Борг       | 4–6, 7–6(10–8), 6–3               |
| 3   | 1979 | Новий Орлеан       | килим    | ПФ    | Макінрой   | 5–7, 6–1, 7–6(8–6)                |
| 4   | 1979 | Роттердам          | килим    | Ф     | Борг       | 6–4, 6–2                          |
| 5   | 1979 | Даллас             | килим    | Ф     | Макінрой   | 7–5, 4–6, 6–2, 7–6(7–5)           |
| 6   | 1979 | Мастерс Канада     | хард     | Ф     | Борг       | 6–3, 6–3                          |
| 7   | 1980 | Підсумковий (1979) | килим    | ПФ    | Борг       | 6–7(5–7), 6–3, 7–6(7–1)           |
| 8   | 1980 | Вімблдон           | трава    | Ф     | Борг       | 1–6, 7–5, 6–3, 6–7(16–18), 8–6    |
| 9   | 1980 | US Open            | хард     | Ф     | Макінрой   | 7–6(7–4), 6–1, 6–7(5–7), 5–7, 6–4 |
| 10  | 1980 | Стокгольм          | килим    | Ф     | Борг       | 6–3, 6–4                          |
| 11  | 1981 | Підсумковий (1980) | килим    | ГР    | Борг       | 6–4, 6–7(3–7), 7–6(7–2)           |
| 12  | 1981 | Мілан              | килим    | Ф     | Макінрой   | 7–6(7–2), 6–4                     |
| 13  | 1981 | Вімблдон           | трава    | Ф     | Макінрой   | 4–6, 7–6(7–1), 7–6(7–4), 6–4      |
| 14  | 1981 | US Open            | хард     | Ф     | Макінрой   | 4–6, 6–2, 6–4, 6–3                |

## Резюме протистояння
- На харді: Макінрой, 3–1
- На траві: Нічия, 1–1
- На килимі: Борг, 5–3
- Матчі на ТВШ: Макінрой, 3–1
- Фінали ТВШ: Макінрой, 3–1
- Матчі на Підсумковому турнірі: Борг, 2–0
- Всього фіналів: Макінрой, 5–4